# Lucrezia Barberini
Lucrezia Barberini (née à Rome le 24 octobre 1628 et morte à Modène le 24 août 1699) est une aristocrate italienne et duchesse de Modène. Née dans la famille Barberini, elle est la dernière épouse de Francesco Ier d'Este, duc de Modène. 

## Biographie
Lucrezia Barberini est l'aînée de cinq enfants de Taddeo Barberini, prince de Palestrina, et de son épouse Anna Colonna, fille de Filippo Colonna, prince de Paliano.  Elle est la sœur de Maffeo Barberini et du cardinal Carlo Barberini et la grande-nièce du pape Urbain VIII. Ses oncles comprennent trois cardinaux : Francesco Barberini, Antonio Barberini et Girolamo Colonna. Son cousin Lorenzo Onofrio Colonna, prince de Paliano, est le mari de Marie Mancini, nièce du cardinal Jules Mazarin. 
Le 14 octobre 1654, elle épouse Francesco Ier d'Este, duc de Modène , et est la mère de Rinaldo d'Este qui succède à son demi-frère comme duc de Modène et qui épousa Charlotte-Félicité de Brunswick-Calenberg. 
. Le couple s'est marié à Loreto dans les Marches à la basilique della Santa Casa.  À bien des égards, le mariage représentait une trêve attendue de longue date entre la maison d'Este et les Barberini qui s'étaient affrontés pendant la première guerre de Castro.  Francesco s'était en effet battu aux côtés de son père contre les troupes de Taddeo Barberini.